# Leichtathletik-Länderkampf der Männer 1958 Niederlande – BR Deutschland
| 5. Leichtathletik-Länderkampf mit bundesdeutscher Beteiligung 1958 | 5. Leichtathletik-Länderkampf mit bundesdeutscher Beteiligung 1958 |               |
| ------------------------------------------------------------------ | ------------------------------------------------------------------ | ------------- |
|                                                                    |                                                                    |               |
| Ländervergleich der Männer: Niederlande – BR Deutschland           |                                                                    |               |
| Austragungsort                                                     | Nijmwegen                                                          |               |
| Wettbewerbe                                                        | 15                                                                 |               |
| Datum                                                              | 27. Juli 1958                                                      |               |
| 1. FRG 2. NLD                                                      | 199 Punkte 107 Punkte                                              |               |
| Chronik                                                            |                                                                    |               |
| ← DNK-FRG Geher (M)                                                | NLD-FRG (F) →                                                      | NLD-FRG (F) → |

Der fünfte Vergleich des Leichtathletik-Länderkämpfe mit bundesdeutscher Beteiligung 1958 fand am 27. Juli statt. In Nijmwegen gab es die sechste Begegnung der Männer mit den Niederlanden in einem Wettkampf mit dem allgemeinen leichtathletischen Programm. Alle vier vorangegangenen Begegnungen hatte Deutschland gewonnen. Außerdem hatte es 1951 einen Straßenlauf gegeben, in dem sich die Niederländer durchgesetzt hatten. Gemeinsam mit den Männern trugen auch die Frauen hier in Nijmwegen einen Länderkampf mit demselben Gegner aus.

## Wettbewerbe und Modus
Wie schon in den Treffen zuvor wurde die Begegnung mit jeweils drei Athleten pro Wettbewerb und Land durchgeführt. Auf dem Programm standen fünfzehn Disziplinen – einige weniger als in anderen Länderkämpfen. Aus dem olympischen Katalog fehlten wie 1955 und 1956 die Rennen über 10.000 Meter, 400 Meter Hürden und 3000 Meter Hindernis, der Marathonlauf, die beiden der Gehdisziplinen, der Dreisprung, der Hammerwurf sowie der Zehnkampf. In der Einzelwertung brachte Rang eins sieben Punkte, Rang zwei fünf, Rang drei vier usw. Rang sechs wurde noch mit einem Punkt belohnt. In den Staffeln wurden sieben zu drei Punkte vergeben.

## Ergebnis
Im Diskuswurf erreichten die Niederländer ein Unentschieden. Alle anderen Wettbewerbe entschieden die bundesdeutschen Leichtathleten für sich. So kam es zum bislang deutlichsten bundesdeutschen Erfolg in dieser Begegnung. Die Endabrechnung lautete 199 zu 107 Punkte.

## Legende
Kurze Übersicht zur Bedeutung der Symbolik – so üblicherweise auch in sonstigen Veröffentlichungen verwendet:
| k. A. | keine Angabe |

## Resultate

### 100 m
| Platz | Athlet             | Land | Zeit (s) |
| ----- | ------------------ | ---- | -------- |
| 1     | Armin Hary         | FRG  | 10,6     |
| 2     | Heinz Fütterer     | FRG  | 10,9     |
| 3     | Karl-Heinz Naujoks | FRG  | 11,0     |
| 4     | A. Ruiters         | NLD  | 11,1     |
| 5     | Hans Smit          | NLD  | 11,2     |
| 6     | Egbert Otten       | NLD  | 11,4     |

### 200 m
| Platz | Athlet             | Land | Zeit (s) |
| ----- | ------------------ | ---- | -------- |
| 1     | Karl-Heinz Naujoks | FRG  | 21,7     |
| 2     | Edmund Burg        | FRG  | 21,9     |
| 3     | A. Ruiters         | NLD  | 22,1     |
| 4     | Hans Smit          | NLD  | 22,5     |
| 5     | W. de Bruin        | NLD  | 22,7     |
| 6     | Udo Waldheim       | FRG  | 23,1     |

### 400 m
| Platz | Athlet            | Land | Zeit (s) |
| ----- | ----------------- | ---- | -------- |
| 1     | Manfred Poerschke | FRG  | 48,6     |
| 2     | Horst Huber       | FRG  | 49,8     |
| 3     | Jürgen Kühl       | FRG  | 49,8     |
| 4     | Fred Moerman      | NLD  | 50,2     |
| 5     | Arend Karenbelt   | NLD  | 50,3     |
| 6     | Piet Yska         | NLD  | 50,5     |

### 800 m
| Platz | Athlet           | Land | Zeit (min) |
| ----- | ---------------- | ---- | ---------- |
| 1     | Herbert Missalla | FRG  | 1:51,0     |
| 2     | Henk Haus        | NLD  | 1:51,9     |
| 3     | Friedel Stracke  | FRG  | 1:52,2     |
| 4     | Dieter Heydecke  | FRG  | 1:52,4     |
| 5     | Henk Heida       | NLD  | 1:52,6     |
| 6     | Ton van Dorst    | NLD  | 1:54,6     |

### 1500 m
| Platz | Athlet                | Land | Zeit (min) |
| ----- | --------------------- | ---- | ---------- |
| 1     | Alfred Brand          | FRG  | 3:52,8     |
| 2     | Mijndert Blankensteyn | NLD  | 3:53,2     |
| 3     | Harald Mengler        | FRG  | 3:53,4     |
| 4     | Harry Janssen         | NLD  | 3:54,2     |
| 5     | Adolf Schwarte        | FRG  | 3:54,4     |
| 6     | D. Jansen             | NLD  | 3:57,2     |

### 5000 m
| Platz | Athlet           | Land | Zeit (min) |
| ----- | ---------------- | ---- | ---------- |
| 1     | Ludwig Müller    | FRG  | 14:28,4    |
| 2     | Joep Delnoye     | NLD  | 14:31,0    |
| 3     | Alfred Kleefeldt | FRG  | 14:32,4    |
| 4     | Wilhelm Schmidt  | FRG  | 14:32,6    |
| 5     | Hein Cujé        | NLD  | 14:35,0    |
| 6     | Henk Viset       | NLD  | 15:28,0    |

### 110 m Hürden
| Platz | Athlet              | Land | Zeit (s) |
| ----- | ------------------- | ---- | -------- |
| 1     | Eef Kamerbeek       | NLD  | 14,6     |
| 2     | Günter Brand        | FRG  | 14,7     |
| 3     | Bert Steines        | FRG  | 14,8     |
| 4     | Karl-Ernst Schottes | FRG  | 14,8     |
| 5     | Eddy Boere          | NLD  | 14,9     |
| 6     | Peter Nederhand     | NLD  | k. A.    |

### 4 × 100 m Staffel
| Platz | Besetzung      | Land                                                        | Zeit (s) |
| ----- | -------------- | ----------------------------------------------------------- | -------- |
| 1     | BR Deutschland | Walter Mahlendorf Edmund Burg Heinz Fütterer Manfred Germar | 41,2     |
| 2     | Niederlande    | W. de Bruin A. Ruiters Albert Hofstede Hans Smit            | 42,6     |

### 4 × 400 m Staffel
| Platz | Besetzung      | Land                                                        | Zeit (min) |
| ----- | -------------- | ----------------------------------------------------------- | ---------- |
| 1     | BR Deutschland | Herbert Missalla Udo Waldheim Jürgen Kühl Manfred Poerschke | 3:18,0     |
| 2     | Niederlande    | Henk Haus Arend Karenbelt Fred Moerman Ton van Dorst        | k. A.      |

### Hochsprung
| Platz | Athlet               | Land | Höhe (m) |
| ----- | -------------------- | ---- | -------- |
| 1     | Theo Püll            | FRG  | 1,95     |
| 2     | Peter Riebensahm     | FRG  | 1,83     |
| 3     | Werner Bähr          | FRG  | 1,79     |
| 4     | Harry van Kleeff     | NLD  | 1,79     |
| 5     | Jan Willem Nummerdor | NLD  | 1,79     |
| 6     | A. v. d. Meer        | NLD  | 1,79     |

### Stabhochsprung
| Platz | Athlet          | Land | Höhe (m) |
| ----- | --------------- | ---- | -------- |
| 1     | Klaus Lehnertz  | FRG  | 4,10     |
| 2     | Richard Seidler | FRG  | 3,90     |
| 3     | Marinus van Es  | NLD  | 3,80     |
| 4     | Günter Schmidt  | FRG  | 3,80     |
| 5     | Chris Gelens    | NLD  | 3,50     |
| 6     | Servee Wijsen   | NLD  | 3,40     |

### Weitsprung
| Platz | Athlet             | Land | Weite (m) |
| ----- | ------------------ | ---- | --------- |
| 1     | Manfred Steinbach  | FRG  | 7,36      |
| 2     | Peter Scharp       | FRG  | 7,34      |
| 3     | Manfred Molzberger | FRG  | 7,24      |
| 4     | Henk Visser        | NLD  | 6,99      |
| 5     | Albert Hofstede    | NLD  | 6,98      |
| 6     | Gerard Weisscher   | NLD  | 6,86      |

### Kugelstoßen
| Platz | Athlet             | Land | Weite (m) |
| ----- | ------------------ | ---- | --------- |
| 1     | Karl-Heinz Wegmann | FRG  | 17,02     |
| 2     | Hermann Lingnau    | FRG  | 16,63     |
| 3     | Cornelis Koch      | NLD  | 15,39     |
| 4     | Hans Sölch         | FRG  | 15,13     |
| 5     | Cees van Wees      | NLD  | 14,24     |
| 6     | Jelle Doornbosch   | NLD  | 13,37     |

### Diskuswurf
| Platz | Athlet           | Land | Weite (m) |
| ----- | ---------------- | ---- | --------- |
| 1     | Cornelis Koch    | NLD  | 51,33     |
| 2     | Otto Koppenhöfer | FRG  | 49,30     |
| 3     | Rudolf Schwarz   | FRG  | 47,23     |
| 4     | Joop Fikkert     | NLD  | 43,64     |
| 5     | Hermann Salomon  | FRG  | 43,56     |
| 6     | Herman Timme     | NLD  | 42,29     |

### Speerwurf
| Platz | Athlet               | Land | Weite (m) |
| ----- | -------------------- | ---- | --------- |
| 1     | Hans Schenk          | FRG  | 72,58     |
| 2     | Hermann Salomon      | FRG  | 66,11     |
| 3     | Eef Kamerbeek        | NLD  | 64,27     |
| 4     | Joop Fikkert         | NLD  | 64,14     |
| 5     | Manfred Hütsch       | FRG  | 61,79     |
| 6     | Frans van der Heyden | NLD  | 61,69     |